# 真剣勝負!プロ野球交流戦
真剣勝負!プロ野球交流戦（しんけんしょうぶ・プロやきゅうこうりゅうせん）はGAORAが製作するプロ野球中継の題名である。
2005年から始まった日本プロ野球の交流公式戦。その中から阪神タイガースと北海道日本ハムファイターズの主催ゲームを中心に実況中継を行う。
なお、2006年以降このタイトルは使われず、リーグ戦同様「檄! 阪神タイガース中継」「なまら! 北海道日本ハムファイターズ中継」で放送されている。